# Girl (2018)
Girl ist ein belgisch-niederländisches Filmdrama des flämischen Regisseurs Lukas Dhont über eine Transgender-Ballerina aus dem Jahr 2018.
Dhonts Spielfilmdebüt wurde in der Un Certain Regard-Sektion der Internationalen Filmfestspiele von Cannes gezeigt und dort als bester Spielfilm mit der Caméra d’Or und der Queer Palm, einem Preis für LGBT-Filme, ausgezeichnet. Der Hauptdarsteller Victor Polster erhielt den Un Certain Regard-Jurypreis für seine schauspielerische Leistung.
Girl wurde als belgischer Beitrag für die Kategorie Bester fremdsprachiger Film bei der Oscarverleihung 2019 eingereicht, schaffte es aber nicht in die engere Auswahl.
Der Film lief am 18. Oktober 2018 in den deutschen Kinos an.

## Handlung
Hauptfigur von Girl ist das 15-jährige Transmädchen Lara, das anstrebt, eine professionelle Ballerina zu werden. Um diesem Ziel näherzukommen, zieht sie zu Beginn des Films mit ihrem Vater und dem kleinen Bruder in eine größere belgische Stadt, um dort eine renommierte Ballettschule zu besuchen. Während sich Lara in der neuen Umgebung einfindet und mit transphobem Mobbing durch ihre Klassenkameradinnen konfrontiert wird, unterzieht sie sich einer Hormonersatzbehandlung, um in zwei Jahren in einer geschlechtsangleichenden Operation den mit Ablehnungsgefühlen verbundenen Penis entfernen zu lassen. Wegen der Geschlechtsdysphorie befestigt Lara den Penis mit einem Klebestreifen an ihrem Körper, wodurch es zu einer Infektion kommt. Infolgedessen wird Lara vorerst die geschlechtsangleichende Operation verweigert. Weil Lara die körperliche Transformation nicht schnell genug vorangeht, verstümmelt sie den Penis mit einer Schere, ruft aber vorsorglich eine Ambulanz. Der Film endet mit einer Szene, in der Lara raschen Schrittes durch einen Fußgänger-Tunnel geht. Dazu erklingt Caro mio ben (dt. „Mein teurer Liebling“), gespielt von einem Streichquartett.

## Produktion
Die belgische Transfrau und Tänzerin Nora Monsecour diente Dhont als Inspiration für den Film. Als 18-jähriger Filmstudent hatte Dhont 2009 einen Zeitungsartikel über Monsecour gelesen und wollte ihre Geschichte in einem Dokumentarfilm thematisieren. Monsecour lehnte jedoch ab, sodass Dhont das Drehbuch mit Angelo Tijssens für einen fiktionalen Film schrieb, ohne dabei Monsecour zu erwähnen, was auch deren Wunsch entsprach. Während der Arbeit am Drehbuch suchte Dhont Rat bei Monsecour, weiteren Transmenschen, Psychologen und Ärzten.
Das Casting der Protagonistin Lara erwies sich als schwierig, weil sowohl Schauspieltalent als auch weit fortgeschrittene Tanzfähigkeiten gefragt waren. Dhont legte sich daher beim Casting nicht fest, ob Lara von einem Schauspieler oder einer Schauspielerin verkörpert werden soll. Nachdem sich bei einem Casting von 500 Jugendlichen unterschiedlichen Geschlechts (auch transgender) kein geeigneter Hauptdarsteller finden ließ, konzentrierte sich Dhont vorerst auf das Casting der Tänzer, die im Film als Ballettschüler auftreten sollten. Dabei entdeckte Dhont Victor Polster, der Schüler der Royal Ballet School in Antwerpen ist, und entschied sogleich, ihn für die Hauptrolle zu engagieren. Polster stimmte schnell zu, die Rolle der Lara zu übernehmen. Monsecour war beim Casting von Polster involviert und auch beim Dreh vor Ort.
Polster war erst 14 Jahre alt, als Girl gedreht wurde. Mit Zustimmung seiner Eltern konnten Nacktszenen gedreht werden, wobei aber darauf geachtet wurde, Gesicht und Körper nicht in der gleichen Einstellung zu zeigen.
Das Budget für den Film betrug 1,5 Millionen Euro.

## Rezeption

### Internationale Rezeption
Bei seiner Premiere bei den Filmfestspielen in Cannes feierte das Publikum Girl mit 15-minütigen stehenden Ovationen. Die Kritiken sowohl in französisch- als auch englischsprachigen Medien fielen dementsprechend überwiegend positiv aus.
Wendy Ide lobt in ihrer Rezension für Screendaily das Drehbuch, das vieles auf diskrete Weise unausgesprochen lasse („leaves much discretely unsaid“), was dem Publik dann aber durch die hervorragenden Schauspielleistungen („superb performances“) vermittelt werde. Für den Variety-Kritiker Peter Debruge setzt Dhont damit den richtigen Fokus darauf, dass sich die größten Konflikte von transgender Jugendlichen oft in ihrem Inneren abspielen („focuses on how the greatest conflict for transgender youth can often be internal“). Boyd van Hoeij vom Hollywood Reporter zufolge hätte der Film allerdings davon profitiert, Laras Seelenleben in ein paar Szenen expliziter nach außen zu tragen („the film would have benefited from a few additional of these more explicit glimpses of what Lara is dealing with in her head“), da dies den dramatischen Höhepunkt glaubwürdiger gemacht hätte.
Für Boyd van Hoeij sind die vielen Nacktaufnahmen von Lara eine logische Entscheidung, da sowohl ihre innere psychische Abspaltung von ihrem männlichen Körper als auch ihre äußerlichen körperlichen Leiden auf dem Weg zur Profiballerina Themen des Films sind („it felt like a logical choice since the movie’s subject is so clearly about the inner psychological struggles of Lara’s bodily disconnect as well as the constant and very painful external physical struggles of becoming a highly trained dancer at such a young age“). Auch Wendy Ide sieht es als gerechtfertigt an, dass die Kamera ständig auf den Körper der Hauptfigur Lara gerichtet ist, da dieser schließlich auch ihre Hauptbeschäftigung und ihr Schlachtfeld („her preoccupation and her own personal battleground“) sei. Kimber Myers hingegen erkennt in der Los Angeles Times zwar an, dass die Drehbuchautoren Lukas Dhont und Angelos Tijssens eine sensible Darstellung der Hauptfigur Lara anstreben, meint aber, dass sie dieses Ziel wegen der Kameraführung und dem Höhepunkt des Films nicht erreichen („these efforts are belied by both the film’s visuals and its climax“). Der Kameramann Frank van den Eeden würde Laras Körper obsessiv filmen, um offenzulegen, was sie versteckt („lingers over Lara’s body, obsessing over what she tries to hide“). Das Abziehen des Klebebands vom Penis würde unnötig oft gezeigt werden, was nicht empathisch wirke, sondern ausbeuterisch („feels exploitative, rather than empathetic“). Insgesamt würde Girl daher die Humanität fehlen, die für eine solche Geschichte erforderlich ist („lacks the humanity necessary for a story of this nature“).
Einig sind sich die Kritiker im Lob des Hauptdarstellers Victor Polster, der selbst eine außergewöhnliche Transformation durchlaufen sei („pulls of a remarkable transformation“), um schließlich eine faszinierende Performance von absoluter Brillanz hinzulegen („mesmerising performance“, „absolute brilliance of Victor Polster’s performance as Lara“). Auch die Verkörperung von Laras Vater durch Arieh Worthalter sei bemerkenswert („exceptional“) und der restliche Cast solide („solid“).
US-amerikanische Kritiker ziehen mehrfach Vergleiche zu Boys don’t cry aus dem Jahr 1999, in dem ein transgender Charakter ebenfalls von einer cisgender Schauspielerin verkörpert wird, wobei sich das Umfeld der Hauptfigur in Girl jedoch unterstützend zeigt. Zudem würde Dhont das Transgender-Thema mit ähnlich viel Mitgefühl zeigen wie Céline Sciamma im französischen Film Tomboy und verdiene daher dieselbe positive Rezeption.

### Deutsche Rezeption
Für Frédéric Jaeger vom Spiegel begeistert Girl „mit selten gesehener Sensibilität“ und habe alle Auszeichnungen daher verdient. Lukas Dhont beweise „Gespür und Bewusstsein“ dafür, die geschlechtliche Transition nicht entlang von „Schlagzeilen-tauglichen Problemfeldern“ auszuschlachten; stattdessen behandele er die „großen und kleinen Fragen nach Akzeptanz und Stereotypen“ beiläufig in Alltagsszenen. Aus diesen einzelnen Momenten ergebe sich eine „große Erzählung von der schwierigen Adoleszenz, dem Kampf gegen Widrigkeiten und für die eigene Identität“. Jaeger hebt auch die Kameraführung durch den niederländischen Kameramann Frank van den Eeden positiv hervor, der den Hauptdarsteller zwar mit Empathie, aber auch der für das Verständnis nötigen Nähe verfolge.
Auch Philipp Stadelmeier rechnet es Lukas Dhont in seiner Rezension für die Süddeutsche Zeitung hoch an, dass er aus Laras Transition kein „Thema“ macht, „über das dann groß geredet werden würde“, sondern „einfach nur film[t]“ und so die „Normalität eines Körpers, der nicht heteronormativ ist“, zeigt. Zu „Hochform“ würde Girl beim Ballettunterricht auflaufen, bei dem die Kamera förmlich mittanze. Maßgeblich für den Erfolg des Films sei auch Victor Polsters „brillante[s] Spiel“.
Barbara Schweizerhof bescheinigt Lukas Dhont in der ZEIT, ein „empathisches Porträt“ geschaffen zu haben, das nicht nur die Hürden bei einer Geschlechtstransition schildert, sondern auch „mit zahlreichen kleinen Szenen“ die Unterstützung und Akzeptanz zeigt, die Lara von ihrem Umfeld erfährt. Die „Schwachstelle des Films“ sei laut Schweizerhof jedoch das „Ballettthema“, denn Lukas Dhont würde die „Rigidität der Körpervorstellungen in der Tanzwelt“ und die „problematischen Realitäten einer Ballerinakarriere mit Magersucht und Körperverschleiß“ aus dem Blick verlieren, indem er Laras Verletzungen vom Spitzentanzen und dem Abkleben des Penis als Zeichen „stolzen Schindens und Arbeitens“ und „ihres schweren Schicksals“ glorifiziert. Dass Dhont gerade die Ballerina als „hohe Form einer Weiblichkeit“ ausgewählt hat, um Laras Geschichte zu erzählen, würde die Hauptfigur „erst recht […] in ein duales Geschlechterschema“ einsperren. Weil die Perfektion von Laras Weiblichkeitsperformance so immer mehr in den Mittelpunkt rückt, könne man im „huldige[n] Blick der Kamera“ daher auch „etwas Zwiespältiges, fast Kontrollierendes“ erkennen.
Manuel Brug schreibt in der WELT, dass Lukas Dhont „Wirklichkeit deutlich, klar und direkt abbildet“ und so einen „wunderbar einfachen, intensiv berührenden Film“ geschaffen hat, der eine „Sogkraft“ entfaltet. Der Hauptdarsteller Victor Polster sei „einfach faszinierend“ und bewege „sich mit einer weiblichen Natürlichkeit, die nichts Tuntiges hat“.
Für Rüdiger Suchsland vom SWR2 ist Girl „eine sehr besondere Geschichte des Erwachsenwerdens, des im Kino oft beschriebenen Coming-of-Age, ohne Pathos und Stereotypen, aber voller starker Gefühle“. Er hebt lobend hervor, dass Hormontherapie und Geschlechtsumwandlung „weder künstlich vereinfacht, noch […] heroisiert“ werden und sich Girl bei Schilderung dieser Thematiken „ganz auf die Perspektive und Sichtweise seiner Hauptfigur einlässt“. Die „sehr explizite[n] Bilder“ würden nur dazu dienen, das Leiden Laras „selbst körperlich erfahrbar“ zu machen. Zu bemängeln sei jedoch, die teils einseitige Herangehensweise, die „zwangsläufig zu Leerstellen“ bezüglich Laras Vorgeschichte und dem Fehlen ihrer Mutter führt.
Laut dem MDR-Kritiker Knut Elstermann ist Lukas Dhont mit Girl ein „großartige[r], sehr konzentrierte[r] und respektvolle[r] Film“ gelungen, der in einem „verblüffende[m], radikale[m] und befreiende[m] Ende mündet“. Dhont erzähle „auf sensible und respektvolle Art und Weise“ von einem transgender Mädchen, das von Victor Polster „wunderbar sensibel gespielt“ wird.
Hartwig Tegeler bezeichnet Girl in seiner Kritik für den Deutschlandfunk als ein „Plädoyer für das Anderssein“, das von Lukas Dhont „wunderbar, ergreifend, berührend“ inszeniert und von Victor Polster mit „eindrucksvolle[r] Komplexität“ gespielt wird.
Carolin Weidner erkennt in der TAZ an, dass es Lukas Dhont „ausgezeichnet“ gelingt, die Dynamiken rund um die Geschlechtstransition und in der Ballettschule zu zeigen. Auch die Darstellung durch Victor Polster sei „exzellent“. Sie kritisiert aber die „zahlreiche[n] voyeuristische[n] Perspektiven“, die entstehen, weil sich die Kamera „Laras Obsession für ihr Genital“ zu eigen macht und sich „immerzu auf die Suche nach der verräterischen Beule macht“. Zudem erinnert Weidner an die „zumindest beachtenswert[en]“ Bedenken von Transgender-Aktivisten, die sich daraus speisen, dass das Drehbuch von zwei cisgender Männern verfasst wurde und das Transmädchen Lara nicht von einer transgender Schauspielerin verkörpert wird.

### Kontroverse
Girl hat teils heftige Kritik von queeren, insbesondere transgender Personen erfahren, die die Darstellung Laras körperlicher Transition als voyeuristisch und nicht realitätsgetreu empfinden.
Oliver Whitney, selbst ein Transmann, diagnostiziert dem Film im Hollywood Reporter eine „verstörende Faszination mit Transkörpern“ („disturbing fascination with trans bodies“). Der Kameramann Frank van den Eeden würde unangenehm lange den Unterkörper, gerade ihren Schritt, filmen („uncomfortably lingers over Lara’s lower body with a persistent focus on her crotch“). Zudem würden die Nacktaufnahmen mehr Raum im Film einnehmen als die Haupthandlung und der Charakter; fünf Szenen, in denen Lara ihren nackten Körper im Spiegel beäugt, seien übertrieben („was one not enough?“), ebenso die vier Szenen, in denen sie das Klebeband von ihrem Penis reißt. Dhont würde die als Tucking bezeichnete Praktik nicht der Realität entsprechend, sondern als „blutige Horrorshow“ („bloody horror show“) darstellen. Auch Matthew Rodriguez kritisiert in Into, dass der Film aus einer cisgender Perspektive hinaus gedreht worden wäre, was daran erkennbar wäre, dass der Film „blutig und besessen von Transkörpern“ ist („bloody and obsessed with trans bodies in a way that reminds us that a cisgender person wrote and directed it“). Die Aufnahmen der nackten Genitalien von Lara würden eine „unheimliche, voyeuristische Obession“ („creepy, voyueristic obsession with Lara’s body“) offenbaren. Anstatt ihre intern ausgetragenen Kämpfe zu zeigen, sei der Film so auf die körperlichen Aspekte der Transition versteift, dass es fast scheint, als solle das Transmädchen gedemütigt werden („the film almost seems to want to humiliate her“).
Außerdem sei kritikwürdig, dass ein femininer Junge gecastet worden ist, um Lara zu spielen, denn junge Transmädchen würden wegen der Wirkung der Hormonblocker nicht wie feminine oder androgyne Jungen aussehen, sondern wie Mädchen („young trans girls on blockers don’t look like feminine or androgynous boys – they look like girls“). Oliver Whitney zufolge sei es auch schädlich, dass der Beginn der Hormonersatztherapie in Girl mit dem Beginn des Mobbing durch Mitschülerinnen und der Verschlechterung Laras beim Spitzentanz zusammenfällt, da so vermittelt werde, dass gerade die Hormonersatztherapie noch mehr Qualen für die Transperson bedeutet („sends the inaccurate message that HRT will cause a trans person more agony“), anstatt diese zu lindern.
Auch die Transgender-Communities in Frankreich und Belgien übten Kritik am Film. Laut Londé Ngosso, dem Leiter der belgischen Organisation Genres Pluriels, zeige der Film nicht die Realität im Land, insbesondere nicht die Unterstützungsnetzwerke für transgender Personen. Camille Pier, Projektleiter beim Brüsseler Netzwerk RainbowHouse, kritisiert, dass der Film vernachlässige, behördliche Hürden und Probleme im Umfeld der transgender Person zu zeigen, die sich als belastender erweisen können als die bloße körperliche Transition.
Nachdem der Film in deutschen Kinos startete, meldeten sich auch hier Stimmen, die die Darstellung des Transmädchens Lara kritisierten. Trans Mann Linus Giese bemängelte im Gespräch mit dem Deutschlandfunk, dass es „gar nicht mehr um ihr Seelenleben, um ihre Psyche, wie sie das psychisch verarbeitet, dass es viele Schwierigkeiten gibt“, gehe, sondern der Schwerpunkt stets der Körper sei. Zu bemängeln sei auch, dass es „kaum eine Szene“ gebe, „wo wir nicht [Laras] Penis sehen oder nicht ihren Oberkörper oder nicht ihre blutigen Füße“. Die „fünf Einstellungen, wo man [Laras] nacktes Genital sieht“, entsprächen nicht der Darstellung der cisgender Ballerinen im Film und hätten daher „etwas mit Voyeurismus zu tun“.
Nora Monsecour, die transgender Tänzerin, die als Inspiration für den Film diente, verteidigte Girl in einer Gastkolumne im Hollywood Reporter. Zwar sei Girl nicht repräsentativ für die Erfahrungen aller trans Menschen, dafür erzähle der Film aber von Erfahrungen, die sie durchlaufen ist, insbesondere auch die Gefühle von Ablehnung gegenüber dem eigenen männlichen Körper. Der Film vermittle eine „Botschaft von Mut, Tapferkeit und Leidenschaft“ („it has a message of courage, bravery and passion“). Zudem hätte die Arbeit am Film ihr geholfen, sich als transgender zu akzeptieren und „ohne Wut oder Scham“ selbst zu lieben („allowed me to accept myself as transgender and helped me finally love myself without anger or shame“). Kritiker des Films würden verhindern, dass eine Geschichte über eine transgender Person erzählt wird, und sie und ihre Identität zum Schweigen bringen („preventing another trans story from being shared in the world, and are also attempting to silence me and my trans identity“). Sie sei beleidigt von Kritiken, die Laras Erfahrungen im Film diskreditieren, weil der Regisseur und der Hauptdarsteller nicht transgender sind. In einem anschließenden Interview mit IndieWire verteidigte Monsecour die Selbstverstümmelungsszene am Ende des Films, die für sie eine „Metapher“ für suizidale und andere dunkle Gedanken sei, die sie selbst gehabt habe („a metaphor for suicidal thoughts or dark thoughts that are taking over, which I experienced myself“).
Im Rahmen einer Diskussion zum Thema der Geschlechtergleichstellung beim Europäischen Filmpreis sagte der Regisseur Dhont, dass er sich beleidigt fühle, wenn im Zusammenhang mit dem Film ständig betont wird, dass er cisgender sei. Er warnte davor, für Inklusion zu kämpfen, indem man Exklusion anwendet („to fight for inclusion by using exclusion“) und nur zulässt, dass Regisseure und Schauspieler Geschichten erzählen, die ihrer eigenen Identität entsprechen.

## Auszeichnungen (Auswahl)
Internationale Filmfestspiele von Cannes 2018
- Caméra d’Or (Lukas Dhont)[40][41][42]
- Queer Palm[40][41][42]
- Preis der Fédération Internationale de la Presse Cinématographique[40][42]
- Un Certain Regard-Jurypreis für die beste schauspielerische Leistung (Victor Polster)[40][42]
- Nominierung für den Hauptpreis der Sektion Un Certain Regard[43]

Zurich Film Festival 2018
- Bester Internationaler Spielfilm[44][45]

London Film Festival 2018

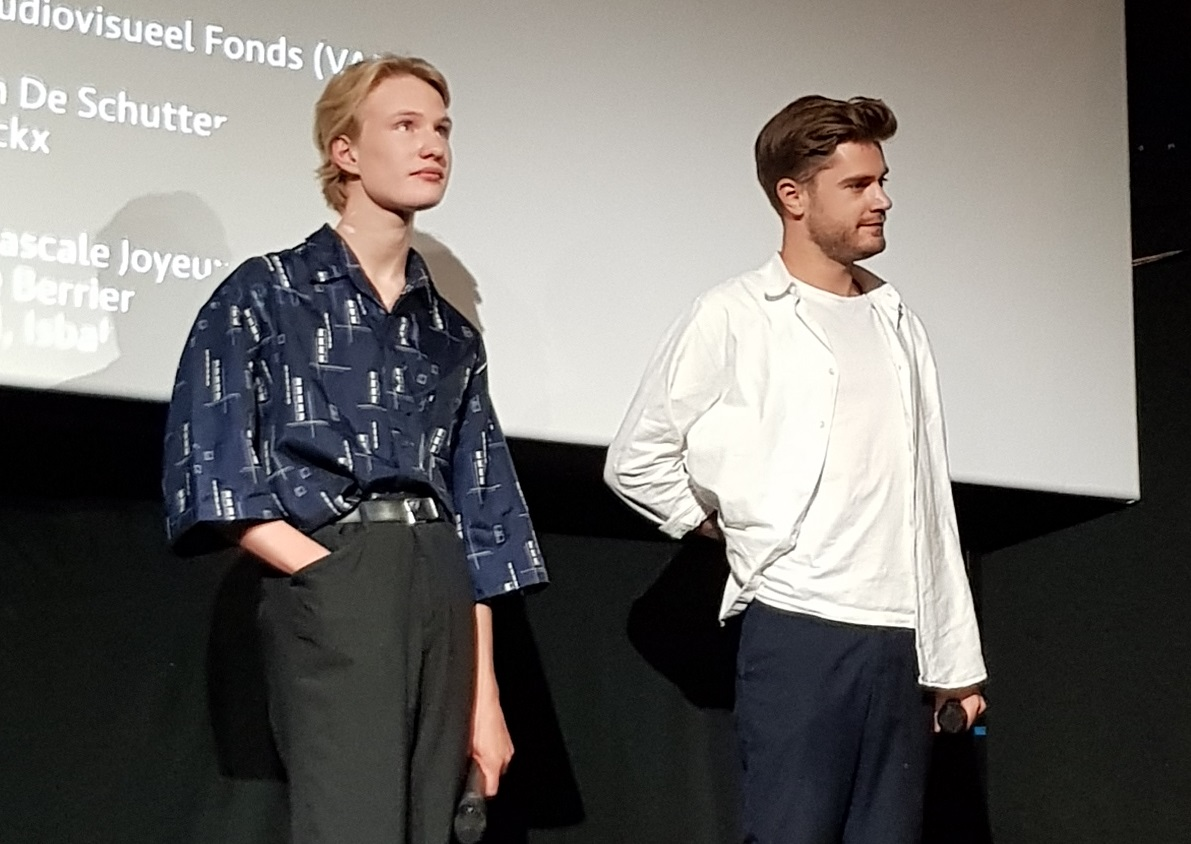
Lukas Dhont und Victor Polster bei der Premiere des Films in Paris

- Sutherland Award für den besten Debütspielfilm (Lukas Dhont)[46][47]

Europäischer Filmpreis 2018
- Nominierung in der Kategorie Bester Film[48][49]
- Nominierung in der Kategorie Bester Schauspieler (Victor Polster)[49]
- Europäische Entdeckung des Jahres[50][51]

Golden Globe Awards 2019
- Nominierung in der Kategorie Bester fremdsprachiger Film[52][53]

Magritte 2019
- Bester Hauptdarsteller (Victor Polster)[54]
- Bestes Original-Drehbuch oder beste Adaption (Lukas Dhont und Angelo Tijssens)[54]
- Bester Nebendarsteller (Arieh Worthalter)[54]
- Bester flämischer Film in Koproduktion[54]

César 2019
- Nominierung in der Kategorie Bester ausländischer Film[55]